# 13e étape du Tour de France 1998
Pour un article plus général, voir Tour de France 1998.
La treizième étape du Tour de France a eu lieu le 25 juillet 1998 entre Frontignan et Carpentras avec 196 km de course.

## Récit
L'Italien Daniele Nardello remporte cette étape en devançant ses 5 compagnons d'échappée. Le peloton arrive 2 min 51 s plus tard.

Luc Leblanc parvient à s'extraire du peloton dans la dernière difficulté du jour, mais il est finalement repris après avoir compté jusqu'à 36 secondes d'avance.

Jan Ullrich conserve le Maillot jaune.

## Classement de l'étape
| \| Classement de l'étape \| Classement de l'étape \| Classement de l'étape \| Classement de l'étape \| Classement de l'étape \| \| Coureur \| Coureur \| Pays \| Équipe \| Temps \| \| --------------------- \| -------------------------- \| --------------------- \| --------------------- \| --------------------- \| \| 1er \| Daniele Nardello \| Italie \| Mapei-Bricobi \| 4 h 32 min 42 s \| \| 2e \| José Vicente García Acosta \| Espagne \| Banesto \| + 0 s \| \| 3e \| Andrea Tafi \| Italie \| Mapei-Bricobi \| + 0 s \| \| 4e \| Stéphane Heulot \| France \| La Française des jeux \| + 0 s \| \| 5e \| Marty Jemison \| États-Unis \| US Postal Service \| + 0 s \| \| 6e \| Koos Moerenhout \| Pays-Bas \| Rabobank \| + 0 s \| \| 7e \| Sergueï Ivanov \| Russie \| TVM-Farm Frites \| + 2 min 27 s \| \| 8e \| Fabio Roscioli \| Italie \| Asics-CGA \| + 2 min 43 s \| \| 9e \| François Simon \| France \| Gan \| + 2 min 43 s \| \| 10e \| Maarten den Bakker \| Pays-Bas \| Rabobank \| + 2 min 43 s \| |                            |            |                       |                 |
| |                            |            |                       |                 |
| |                            |            |                       |                 |
| Classement de l'étape |                            |            |                       |                 |
| Coureur | Coureur                    | Pays       | Équipe                | Temps           |
| 1er | Daniele Nardello           | Italie     | Mapei-Bricobi         | 4 h 32 min 42 s |
| 2e | José Vicente García Acosta | Espagne    | Banesto               | + 0 s           |
| 3e | Andrea Tafi                | Italie     | Mapei-Bricobi         | + 0 s           |
| 4e | Stéphane Heulot            | France     | La Française des jeux | + 0 s           |
| 5e | Marty Jemison              | États-Unis | US Postal Service     | + 0 s           |
| 6e | Koos Moerenhout            | Pays-Bas   | Rabobank              | + 0 s           |
| 7e | Sergueï Ivanov             | Russie     | TVM-Farm Frites       | + 2 min 27 s    |
| 8e | Fabio Roscioli             | Italie     | Asics-CGA             | + 2 min 43 s    |
| 9e | François Simon             | France     | Gan                   | + 2 min 43 s    |
| 10e | Maarten den Bakker         | Pays-Bas   | Rabobank              | + 2 min 43 s    |

## Classement général
Après cette étape de transition sans trop de grosses difficultés, le classement général ne subit pas de modifications. Ce dernier est toujours dominé par l'Allemand Jan Ullrich (Deutsche Telekom) qui devance l'Américain Bobby Julich (Cofidis-Le Crédit par Téléphone) d'un peu plus d'une minute et le Français Laurent Jalabert (ONCE) de trois minutes et une seconde.
| \| Classement général \| Classement général \| Classement général \| Classement général \| Classement général \| \| Coureur \| Coureur \| Pays \| Équipe \| Temps \| \| ------------------ \| ------------------ \| ------------------ \| ------------------------------- \| ------------------ \| \| 1er \| Jan Ullrich \| Allemagne \| Deutsche Telekom \| 61 h 30 min 53 s \| \| 2e \| Bobby Julich \| États-Unis \| Cofidis-Le Crédit par Téléphone \| + 1 min 11 s \| \| 3e \| Laurent Jalabert \| France \| ONCE \| + 3 min 01 s \| \| 4e \| Marco Pantani \| Italie \| Mercatone Uno-Bianchi \| + 3 min 01 s \| \| 5e \| Michael Boogerd \| Pays-Bas \| Rabobank \| + 3 min 29 s \| \| 6e \| Luc Leblanc \| France \| Polti \| + 4 min 16 s \| \| 7e \| Bo Hamburger \| Danemark \| Casino \| + 4 min 44 s \| \| 8e \| Stéphane Heulot \| France \| La Française des jeux \| + 5 min 05 s \| \| 9e \| Fernando Escartín \| Espagne \| Kelme-Costa Blanca \| + 5 min 16 s \| \| 10e \| Roland Meier \| Suisse \| Cofidis-Le Crédit par Téléphone \| + 5 min 18 s \| |                   |            |                                 |                  |
| |                   |            |                                 |                  |
| |                   |            |                                 |                  |
| Classement général |                   |            |                                 |                  |
| Coureur | Coureur           | Pays       | Équipe                          | Temps            |
| 1er | Jan Ullrich       | Allemagne  | Deutsche Telekom                | 61 h 30 min 53 s |
| 2e | Bobby Julich      | États-Unis | Cofidis-Le Crédit par Téléphone | + 1 min 11 s     |
| 3e | Laurent Jalabert  | France     | ONCE                            | + 3 min 01 s     |
| 4e | Marco Pantani     | Italie     | Mercatone Uno-Bianchi           | + 3 min 01 s     |
| 5e | Michael Boogerd   | Pays-Bas   | Rabobank                        | + 3 min 29 s     |
| 6e | Luc Leblanc       | France     | Polti                           | + 4 min 16 s     |
| 7e | Bo Hamburger      | Danemark   | Casino                          | + 4 min 44 s     |
| 8e | Stéphane Heulot   | France     | La Française des jeux           | + 5 min 05 s     |
| 9e | Fernando Escartín | Espagne    | Kelme-Costa Blanca              | + 5 min 16 s     |
| 10e | Roland Meier      | Suisse     | Cofidis-Le Crédit par Téléphone | + 5 min 18 s     |

## Classements annexes
| Classement par points | Classement par points | Classement par points | Classement par points          | Classement par points |
| Coureur               | Coureur               | Pays                  | Équipe                         | Points                |
| --------------------- | --------------------- | --------------------- | ------------------------------ | --------------------- |
| 1er                   | Erik Zabel            | Allemagne             | Deutsche Telekom               | 252 pts               |
| 2e                    | Tom Steels            | Belgique              | Mapei-Bricobi                  | 161 pts               |
| 3e                    | Ján Svorada           | Tchéquie              | Mapei-Bricobi                  | 157 pts               |
| 4e                    | Nicola Minali         | Italie                | Riso Scotti-MG Boys Maglificio | 135 pts               |
| 5e                    | Robbie McEwen         | Australie             | Rabobank                       | 134 pts               |

| Classement par points | Classement par points | Classement par points | Classement par points          | Classement par points |
| Coureur               | Coureur               | Pays                  | Équipe                         | Points                |
| --------------------- | --------------------- | --------------------- | ------------------------------ | --------------------- |
| 1er                   | Erik Zabel            | Allemagne             | Deutsche Telekom               | 252 pts               |
| 2e                    | Tom Steels            | Belgique              | Mapei-Bricobi                  | 161 pts               |
| 3e                    | Ján Svorada           | Tchéquie              | Mapei-Bricobi                  | 157 pts               |
| 4e                    | Nicola Minali         | Italie                | Riso Scotti-MG Boys Maglificio | 135 pts               |
| 5e                    | Robbie McEwen         | Australie             | Rabobank                       | 134 pts               |

| Classement de la montagne | Classement de la montagne | Classement de la montagne | Classement de la montagne       | Classement de la montagne |
| Coureur                   | Coureur                   | Pays                      | Équipe                          | Points                    |
| ------------------------- | ------------------------- | ------------------------- | ------------------------------- | ------------------------- |
| 1er                       | Rodolfo Massi             | Italie                    | Casino                          | 181 pts                   |
| 2e                        | Alberto Elli              | Italie                    | Casino                          | 160 pts                   |
| 3e                        | Cédric Vasseur            | France                    | Gan                             | 126 pts                   |
| 4e                        | Christophe Rinero         | France                    | Cofidis-Le Crédit par Téléphone | 96 pts                    |
| 5e                        | Roland Meier              | Suisse                    | Cofidis-Le Crédit par Téléphone | 75 pts                    |

| Classement de la montagne | Classement de la montagne | Classement de la montagne | Classement de la montagne       | Classement de la montagne |
| Coureur                   | Coureur                   | Pays                      | Équipe                          | Points                    |
| ------------------------- | ------------------------- | ------------------------- | ------------------------------- | ------------------------- |
| 1er                       | Rodolfo Massi             | Italie                    | Casino                          | 181 pts                   |
| 2e                        | Alberto Elli              | Italie                    | Casino                          | 160 pts                   |
| 3e                        | Cédric Vasseur            | France                    | Gan                             | 126 pts                   |
| 4e                        | Christophe Rinero         | France                    | Cofidis-Le Crédit par Téléphone | 96 pts                    |
| 5e                        | Roland Meier              | Suisse                    | Cofidis-Le Crédit par Téléphone | 75 pts                    |

| Classement du meilleur jeune | Classement du meilleur jeune | Classement du meilleur jeune | Classement du meilleur jeune    | Classement du meilleur jeune |
| Coureur                      | Coureur                      | Pays                         | Équipe                          | Temps                        |
| ---------------------------- | ---------------------------- | ---------------------------- | ------------------------------- | ---------------------------- |
| 1er                          | Jan Ullrich                  | Allemagne                    | Deutsche Telekom                | 61 h 30 min 53 s             |
| 2e                           | Kevin Livingston             | États-Unis                   | Cofidis-Le Crédit par Téléphone | + 5 min 59 s                 |
| 3e                           | Christophe Rinero            | France                       | Cofidis-Le Crédit par Téléphone | + 6 min 16 s                 |
| 4e                           | Giuseppe Di Grande           | Italie                       | Mapei-Bricobi                   | + 7 min 12 s                 |
| 5e                           | Jörg Jaksche                 | Allemagne                    | Polti                           | + 10 min 50 s                |

| Classement du meilleur jeune | Classement du meilleur jeune | Classement du meilleur jeune | Classement du meilleur jeune    | Classement du meilleur jeune |
| Coureur                      | Coureur                      | Pays                         | Équipe                          | Temps                        |
| ---------------------------- | ---------------------------- | ---------------------------- | ------------------------------- | ---------------------------- |
| 1er                          | Jan Ullrich                  | Allemagne                    | Deutsche Telekom                | 61 h 30 min 53 s             |
| 2e                           | Kevin Livingston             | États-Unis                   | Cofidis-Le Crédit par Téléphone | + 5 min 59 s                 |
| 3e                           | Christophe Rinero            | France                       | Cofidis-Le Crédit par Téléphone | + 6 min 16 s                 |
| 4e                           | Giuseppe Di Grande           | Italie                       | Mapei-Bricobi                   | + 7 min 12 s                 |
| 5e                           | Jörg Jaksche                 | Allemagne                    | Polti                           | + 10 min 50 s                |

| Classement par équipes | Classement par équipes          | Classement par équipes | Classement par équipes |
| Équipe                 | Équipe                          | Pays                   | Temps                  |
| ---------------------- | ------------------------------- | ---------------------- | ---------------------- |
| 1re                    | Cofidis-Le Crédit par Téléphone | France                 | 184 h 27 min 32 s      |
| 2e                     | Casino                          | France                 | + 18 min 37 s          |
| 3e                     | Banesto                         | Espagne                | + 19 min 54 s          |
| 4e                     | Polti                           | Italie                 | + 23 min 05 s          |
| 5e                     | Deutsche Telekom                | Allemagne              | + 24 min 22 s          |

| Classement par équipes | Classement par équipes          | Classement par équipes | Classement par équipes |
| Équipe                 | Équipe                          | Pays                   | Temps                  |
| ---------------------- | ------------------------------- | ---------------------- | ---------------------- |
| 1re                    | Cofidis-Le Crédit par Téléphone | France                 | 184 h 27 min 32 s      |
| 2e                     | Casino                          | France                 | + 18 min 37 s          |
| 3e                     | Banesto                         | Espagne                | + 19 min 54 s          |
| 4e                     | Polti                           | Italie                 | + 23 min 05 s          |
| 5e                     | Deutsche Telekom                | Allemagne              | + 24 min 22 s          |

## Abandons
Joona Laukka (non-partant)